# Hjältaryd
Hjältaryd är en by i Vetlanda kommun. Från 2015 avgränsar SCB här en småort.
I anslutning till en bro på en äldre vägsträcka i riktning mot Glömsjö finns två runstenar Smålands runinskrifter 99 och 100.